# Hypognatha triunfo
Hypognatha triunfo är en spindelart som beskrevs av Levi 1996. Hypognatha triunfo ingår i släktet Hypognatha och familjen hjulspindlar. Inga underarter finns listade i Catalogue of Life.